# San Andrés Yutatío
San Andrés Yutatío är en ort i Mexiko.   Den ligger i kommunen Heroica Villa Tezoatlán de Segura y Luna och delstaten Oaxaca, i den sydöstra delen av landet, 240 km sydost om huvudstaden Mexico City. San Andrés Yutatío ligger 1 997 meter över havet och antalet invånare är 695.
Terrängen runt San Andrés Yutatío är huvudsakligen kuperad, men åt nordväst är den bergig. Runt San Andrés Yutatío är det ganska glesbefolkat, med 48 invånare per kvadratkilometer. Närmaste större samhälle är San Andrés Dinicuiti, 19,8 km nordost om San Andrés Yutatío. I omgivningarna runt San Andrés Yutatío växer huvudsakligen savannskog.